# 존 맥두걸
존 맥두걸(John A. McDougall, 1947년~)은 아일랜드 혈통의 미국의 의사, 작가, 기업가이다. 그는 퇴행성 질환은 동물성 단백질과 식물성 기름을 멀리하고, 채식과 감자, 쌀, 옥수수와 같은 녹말음식 섭취를 통해 치료될 수 있다는 주장으로 널리 알려져있다. 맥두걸은 식료품업체인 '맥두걸의 좋은 식품'의 공동 설립자이며 미국 책임있는의사회의 회원이다.

## 생애
미시건 주립대학교에서 의학학사 학위를 받고 하와이 Queen's Medical Center에서 인턴쉽을, 하와이 대학교에서 레지던트를 마치고 내과전문의 자격을 취득하였다. 1965년 18세에 맥두겔은 반신이 마비되는 갑작스러운 중풍 증상을 겪었으며 그는 이를 육식을 너무 많이한 탓으로 생각하였다. 1970년대 중반부터 그는 채식위주의 식사를 하였는데, 이는 자신의 환자중 쌀과 채소 위주의 식사를 하는 하와이 동양인 이민자 2세들이 육류 위주의 완전한 미국식 식사를 하는 3세들보다 건강한 것을 여러차례 관찰하였기 때문이다.

## 경력
1973년과 1976년 사이에 맥두걸은 Hamakua 설탕 공장 근로자 전담 전문의로 일하였는데, 이 때 식단과 건강간의 상관관계를 파악할 수 있었다. 1986년과 2002년 사이 그는 채식 프로그램을 캘리포니아 St. Helena 병원에서 운영하였다. 200년부터 그는 '맥두걸 프로그램'을 캘리포니아 산타 로즈에 있는 Flamingo 리조트에서 진행하였다. 맥두걸 프로그램은 10일간 환자들이 채식을 하고 맥두걸과 다른 건강전문가들의 강의를 받는 것으로 이루어진다.

## 저서
- 맥두걸 계획(The McDougall Plan, 1983)
- 어느 채식의사의 고백(The Starch Solution ,2012)
- 맥두걸 박사의 자연식물식

## 동물성 단백질 식품 비판
맥두걸은 육류와 우유 등 동물성 식품이 보통 사람들의 생각과 달리 건강에 해롭다고 주장한다. 우유와 고기가 칼슘을 공급하여 뼈를 튼튼하게하고, 필수적인 단백질을 함유하고 있다는 것은 낙농업계가 자신들의 이익을 위해 개발한 논리라는 것이다. 1970년대 맥두걸 프로그램을 개발하면서 그는 녹말음식과 채식위주의 식사가 인체에 가장 이상적인 영양소를 공급하며, 동물성 단백질 식품은 오히려 신체에 해악을 끼친다는 결론에 도달하였다. 그의 주장에 따르면, 유제품은 근본적으로 60파운드의 송아지를 600파운드로 만들기 위해 과도하게 많은 단백질과 호르몬, 에스트로겐이 함유되어 있으며 많은 양의 채소와 같이 섭취하지 않을 경우 각종 성인병의 원인이 될 수 있다.

## 같이 보기
- 채식주의
- 유제품에 대한 비판